# Archivo Apostólico Vaticano
Archivo Apostólico Vaticano (en italiano Archivio Apostolico Vaticano; en latín Archivum Apostolicum Vaticanum) es el archivo de la documentación de la Santa Sede. Se encuentra ubicado en el Palacio Apostólico de la Ciudad del Vaticano.
Si bien, en estricto rigor, es el archivo privado del romano pontífice, está a disposición de la Santa Sede y de la Curia, y su acceso está permitido a investigadores e historiadores, previa acreditación y autorización de la Santa Sede.
Es uno de los centros de investigación histórica más importantes del mundo. Posee unos 150.000 documentos, más de 650 fondos de archivos distintos, una extensión de unos 85 km² lineales de estanterías, que llegan a cubrir unos ochocientos años de historia.
La constitución apostólica Praedicate evangelium, del papa Francisco, incluye este archivo entre las instituciones vinculadas a las Santa Sede que prestan servicios necesarios o útiles al romano pontífice, a la Curia y a la Iglesia Universal.

## Denominación
Hasta 2019 el archivo recibió el nombre de Archivo Secreto Vaticano. El término secretum (secreto) se aplicaba desde el siglo XV, en el ámbito de las cortes, a las personas o instituciones cercanas al Príncipe —en el caso de la Santa Sede, al Papa— y a su familia. Por tanto, se refería a las personas que más estaban en contacto directo e inmediato con el príncipe y a ciertas instituciones u oficinas de su corte. Estrechamente vinculado a lo anterior, la persona de confianza del príncipe, con la que se trataban los asuntos más delicados y de la que a menudo dependía la elaboración de los documentos o registros, se denominaba secretarium (secretario).
Tras la creación, en 1610 del Archivo en el Vaticano, como consecuencia de la orden del Paulo V de trasladar a los Palacios Vaticanos todos los volúmenes y documentos que hasta entonces se conservaban en otros edificios, comenzó a hablarse de Archivum Secretum Vaticanum (Archivo Secreto Vaticano). La denominación quería expresar que este era el archivo "personal", "exclusivo" o "privado" del Pontífice.
Con el tiempo, el sentido de la palabra secreto fue cambiando y se fue asociando a lo oculto o que no debe ser conocido, perdiendo así el significado original con el que se nombraba al archivo. Es por eso que en octubre de 2019 el Papa Francisco renombró la institución con el nombre de "Archivo Apostólico Vaticano", que se emplea en la actualidad.

## Documentación
En este se han depositado de forma centralizada todas las actas promulgadas, documentación y correspondencia diplomática acumulada por la Santa Sede de la Iglesia católica durante siglos. El documento más antiguo se remonta al siglo VIII, mientras que se conserva documentación sin interrupciones a partir del año 1198. Muchos historiadores opinan que se almacenan documentos históricos importantes para entender una parte de la historia occidental.
Entre otros archivos históricos, se encuentran:
- el pergamino de Clemente V por el que se disolvió la Orden del Temple (agosto de 1308)
- carta autógrafa de Miguel Ángel al obispo de Cesena (enero de 1550)
- actas del proceso contra el científico Galileo Galilei (desde 1616 hasta 1633)
- la solicitud de nulidad matrimonial de Enrique VIII, que daría origen al Anglicanismo.

En el caso de algunos países, los documentos vaticanos son los más antiguos, los primeros, con los que tiene lugar el inicio mismo de su historia nacional.

## Historia
De los primeros siglos cristianos prácticamente no hay nada, en parte por las persecuciones del emperador Diocleciano a finales del siglo III. Es a partir del siglo IV cuando se forma el primer archivo en San Juan de Letrán, en la Basílica romana sede del Papado, donde a pesar de algunos desplazamientos temporales, permanece hasta el siglo XII. Durante esta época se crea también el Archivo del Castel Sant Angelo.
Con la llegada de la Edad Media, las luchas de los distintos imperios, entre las casas nobles para hacerse con la influencia del Papado, se pierden todos los documentos.

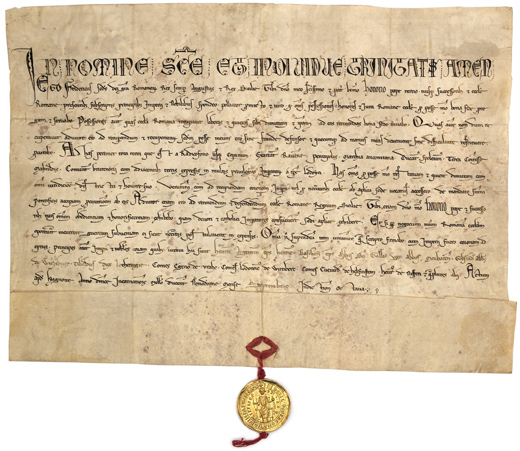
Federico II de Sicilia hace un juramento al papa Honorio III en el que se compromete a proteger y preservar los bienes de la Iglesia católica. Haguenau, septiembre de 1219. Depositada en el archivo

Durante los siglos XII al XIV, las series regulares de los Registros vaticanos (en lat. Registra Vaticana), principalmente cartas y bulas que comienzan en Inocencio III; le siguen los Registros Aviñonenses (en lat. Registra Avenionensia) con litterae comunes y litterae secretae de los papas y antipapas) hasta 1415, luego los Registros Lateranenses. Otros posteriores: los Registros de las Súplicas; los fondos de la Cámara Apostólica; el Archivo Consistorial y sus anexos; el Archivo de la Congregación de los Obispos y Regulares, del Concilio, de los Ritos, de los Sacramentos, de la Sagrada Rota Romana; de la Secretaría de Estado de las Nunciaturas, Archivos de las Familias Patricias, etc.
Los archivos papales se reúnen en el siglo XVII por orden del papa Paulo V alrededor del año 1610 y son completamente cerrados al público. En 1783, todo lo almacenado en Aviñón en los Registros Aviñonenses se traslada al Vaticano. En 1798 se les unen los Archivos del Castel Sant Angelo, que incluían unos 81 legajos, entre ellos uno de Federico Barbarroja de 1164. En 1810, por orden del emperador Napoleón, los archivos de la Santa Sede se trasladan a París, y luego son devueltos al Vaticano entre 1815 y 1817. En el cambio que hicieron entre Napoleón y uno de los Cardenales de Roma se perdieron bastantes de los archivos, ya que este Cardenal quemó algunos para deshacerse de pruebas que la Santa Sede podía usar en su contra. Por ello, hoy en día, se siguen encontrando cartas, documentos, libros... de los distintos Pontífices que han pasado por el trono de San Pedro en la Ciudad del Vaticano.
Es León XIII quien el 10 de mayo de 1884 establece el motu proprio del Archivo Vaticano, su fin deberá ser ante todo, como herramienta del Papa y por sus colaboradores en la Santa Sede: Guardia Suiza, Cardenales, Obispos, Sacerdotes. Este mismo Papa empieza en 1881 a permitir algunos casos de visitas, alimentando muchos rumores y mitos del auténtico contenido bibliográfico. El primer historiador que hace uso de los archivos es el alemán Ludwig von Pastor, y Benedicto XV abriría de manera algo más genérica y parcialmente los archivos en 1922.
El 20 de febrero del 2002, el papa Juan Pablo II decretó de forma extraordinaria y a partir del 2003, la disponibilidad a investigadores de documentos relacionados con Alemania y entre el período 1922-1939 y de la Secretaría de Estado de la Santa Sede para intentar contrarrestar las críticas de algunas organizaciones respecto a la posición de la iglesia católica con el genocidio de los nazis.